# ابوالفضل آبایی(فوتسال)
ابوالفضل آبایی (زادهٔ ۱۳ فروردین ۱۳۷۴ در اراک) مدیر ورزشی ایرانی است. وی از سال ۱۴۰۲ به‌عنوان سرپرست تیم باشگاه فوتسال آلومینیوم اراک در لیگ برتر فوتسال ایران فعالیت دارد. عملکرد تیم آلومینیوم اراک تحت سرپرستی او در رسانه‌های ورزشی کشور بازتاب یافته‌است.

## فعالیت حرفه‌ای
آبایی از ابتدای فصل ۱۴۰۲–۱۴۰۳ با سمت سرپرست تیم فوتسال آلومینیوم اراک منصوب شد. او در مقام مسئول هماهنگی فنی، رسانه‌ای و اجرایی تیم در رقابت‌های داخلی و بین‌المللی ایفای نقش کرده‌است.

## پوشش رسانه‌ای
نام آبایی در رسانه‌های رسمی کشور از جمله خبرگزاری مهر، خبرگزاری تسنیم، ایلنا، برنا، ۲۰۲۰نیوز و ورزش سه به‌عنوان یکی از مدیران فوتسال لیگ برتر ایران مطرح شده‌است.

## مسئولیت‌ها
- سرپرست تیم فوتسال آلومینیوم اراک (از ۱۴۰۲)
- هماهنگ‌کننده امور اجرایی و رسانه‌ای تیم
- نماینده رسمی تیم در نشست‌های خبری و فدراسیونی